# Kisoklos
Kisoklos románul: Ocolișu Mic, falu Romániában, Erdélyben, Hunyad megyében.

## Fekvése
Hátszegtől északkeletre, Felsővárosvíz, Kitid és Lunkány közt fekvő település.

## Története
Kisoklos, Aklos nevét 1733-ban említette először oklevél Kis-Oklos néven. Nevét később többféle formában említették, így: 1750-ben Okolisel, 1805-ben Kis Oklos, 1808-ban  Oklos (Kis-), Oklisel, 1888-ban Okolicsel, 1913-ban Kisoklos néven említették.
1609-ben Erdélyi Borbála előbb Szováti Ombozy János, majd Macskásy Ferenc felesége a gyulafehérvári káptalan előtt igazolta, hogy  férjére Kapy Andrásra hagyja Hunyad, Arad, Kolozs és Zaránd megyei birtokait, köztük Nagy- és Kisoklost is, azok összes jövedelmével és minden ingóságával.
A trianoni békeszerződés előtt Hunyad vármegye Szászvárosi járásához tartozott. 1910-ben 834 görögkeleti ortodox román lakosa volt.

## Források

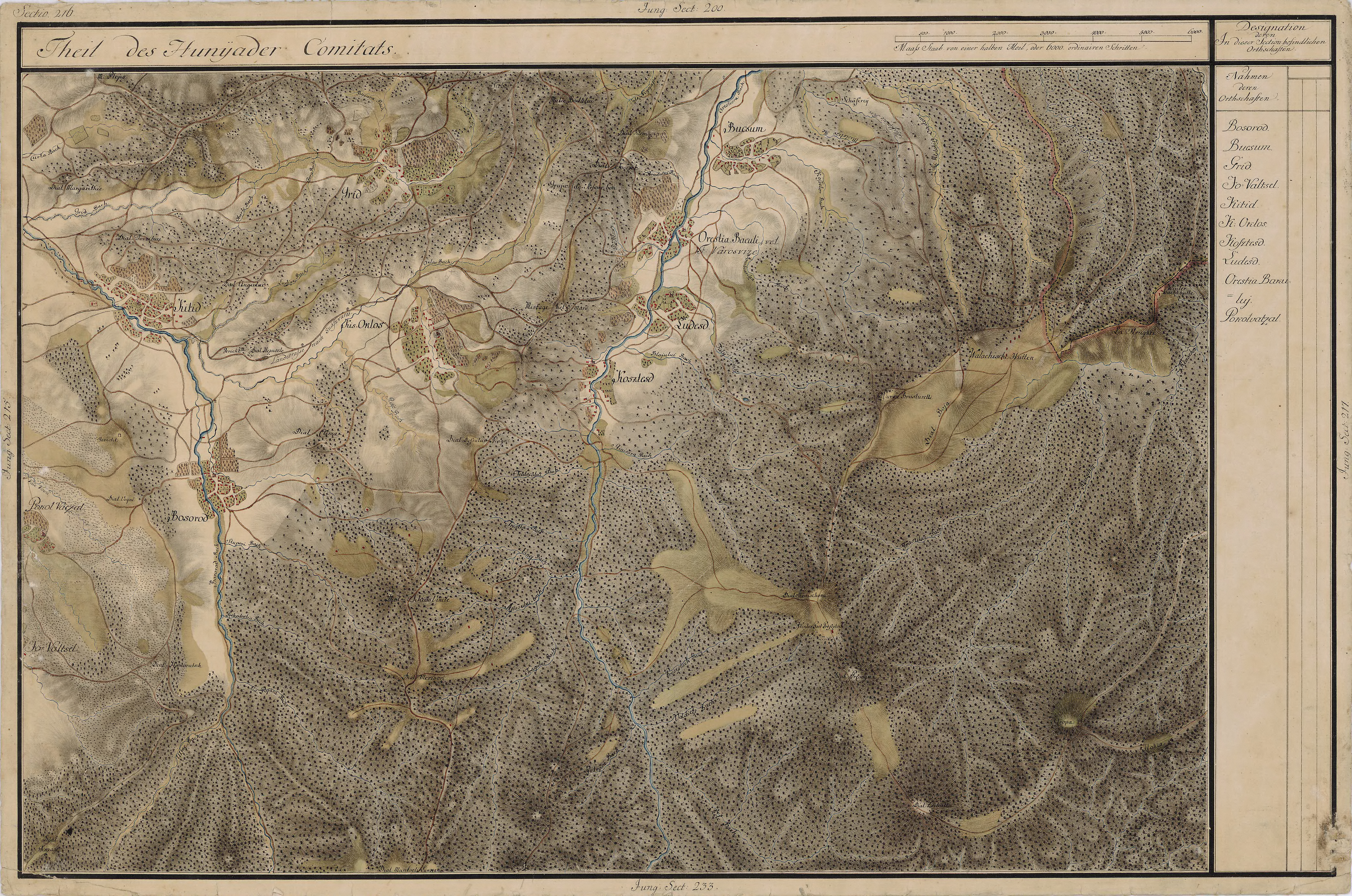
Kisoklos egy régi térképen